# Onthophagus fallaciosus
Onthophagus fallaciosus är en skalbaggsart som beskrevs av Achille Raffray 1877. Onthophagus fallaciosus ingår i släktet Onthophagus och familjen bladhorningar. Inga underarter finns listade i Catalogue of Life.